# اهاکس-السیت-باسکاسان
اهاکس-السیت-باسکاسان (به فرانسوی: Ahaxe-Alciette-Bascassan) یک کمون در فرانسه است که در Canton of Saint-Jean-Pied-de-Port واقع شده‌است.

## خصوصیات
اهاکس-السیت-باسکاسان ۱۴٫۶۴ کیلومترمربع مساحت و ۲۹۱ نفر جمعیت دارد و ۲۶۵ متر بالاتر از سطح دریا واقع شده‌است.